# The Bush (Alaska)
Pour les articles homonymes, voir Bush.

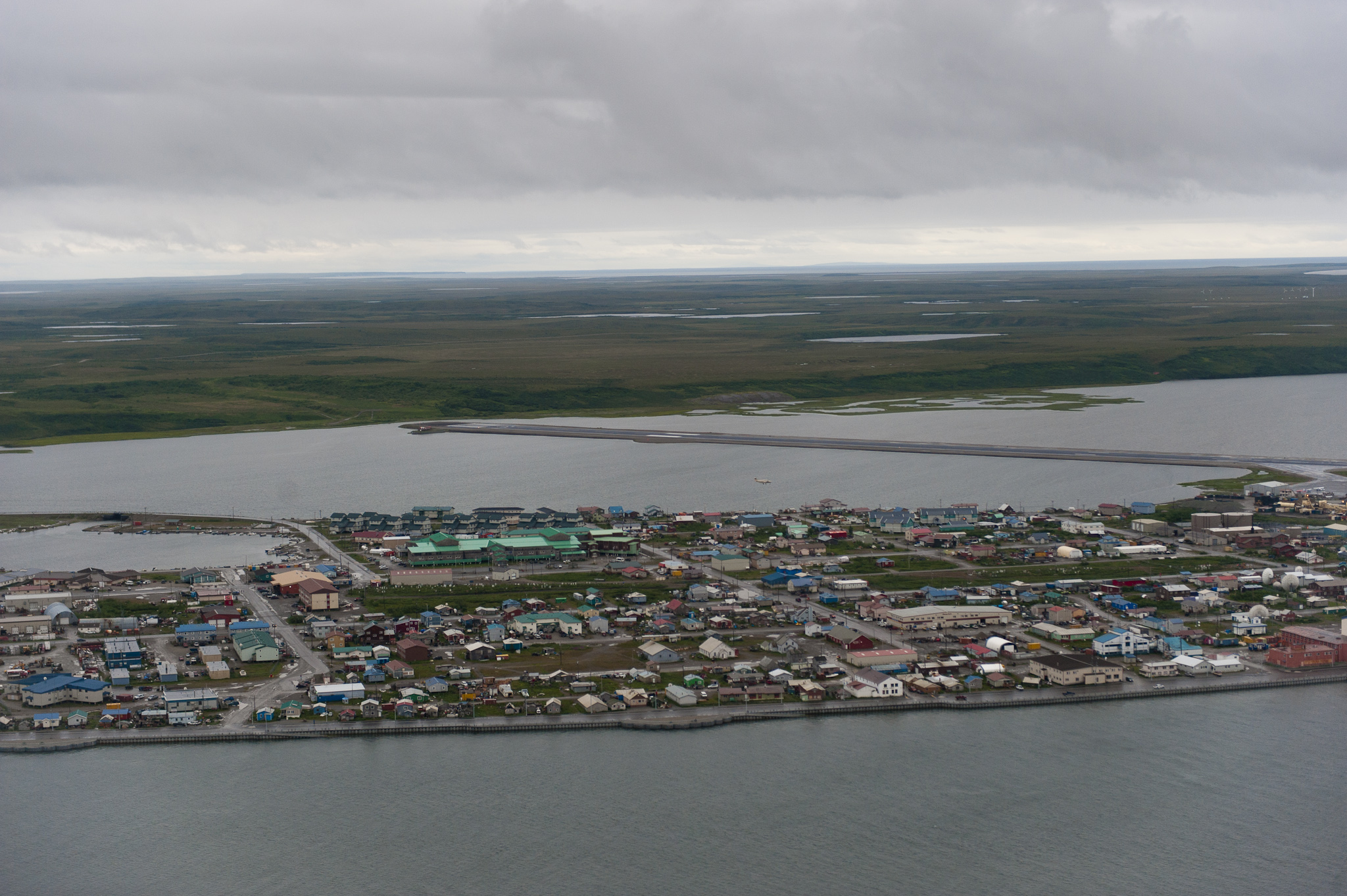
Kotzebue, un village du Bush.

En Alaska, the bush (/buʃ/) est le nom donné aux régions reculées et éloignées des routes et des ferries de l'État. Une majorité du peuple indigène d'Alaska vit dans le bush comme leurs ancêtres,.
D'un point de vue géographique, le bush comprend l'Alaska North Slope, le Borough de Northwest Arctic, l'Ouest, y compris la péninsule de Baldwin et la péninsule de Seward, la baie de Bristol, la péninsule d'Alaska, et des territoires éloignés de l'Alaska du Sud-Est et de l'Alaska Intérieur.

La plus grande partie des territoires éloignés du réseau routier est accessible en avion de brousse. Le déplacement d'un endroit à l'autre se fait par motoneige, bateau ou traîneau à chien.